# Yule Kilcher
Yule Forenorth Kilcher (* 9. März 1913 in Laufen BL als Julius Jacob Kilcher; † 9. Dezember 1998 in Homer, Alaska) war ein schweizerisch-amerikanischer Landwirt, Journalist und Politiker (Demokratische Partei). Er war Mitglied des Verfassungsrats (Constitutional convention), der die Verfassung von Alaska von 1956 ausarbeitete, und gehörte von 1963 bis 1966 dem Senat von Alaska an.

## Leben

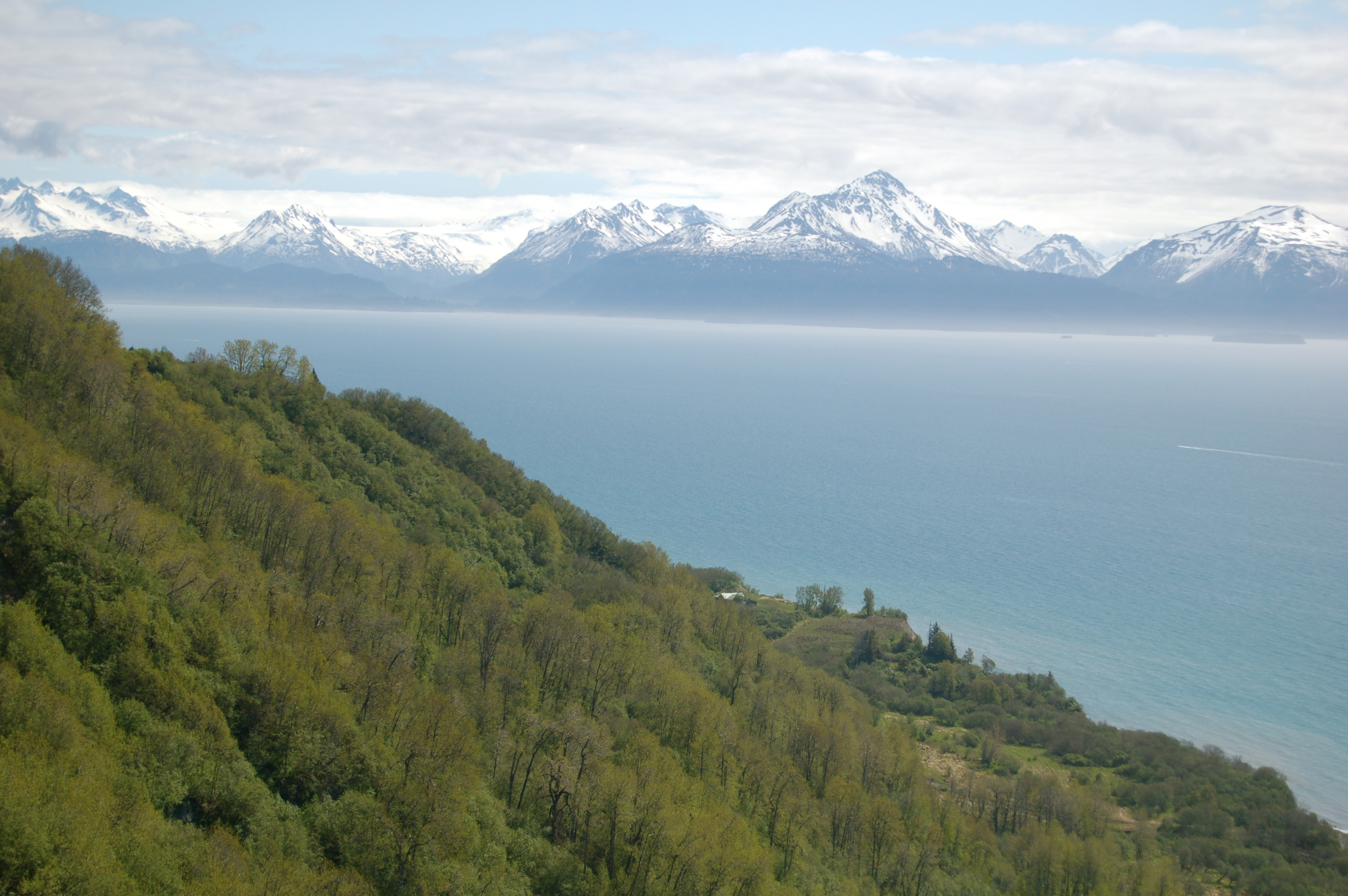
Blick auf die Kachemak Bay bei Homer, Alaska

Julius (auch Jules) Jacob Kilcher wurde am 9. März 1913 in Laufen, damals Kanton Bern, als Bürger der solothurnischen Gemeinde Nunningen geboren. Mit seinen vier Geschwistern wuchs er in Zuchwil bei Solothurn auf. Nach der Matura an der Kantonsschule Solothurn 1932 studierte er vergleichende Philologie und Archäologie in Berlin, Bern, Grenoble und Aix-en-Provence. In einem Lebenslauf, den er 1963 an die Solothurner Zeitung sandte, schreibt Kilcher, dass er danach «Journalismus in Nordafrika, Polen, Amerika, Skandinavien (war dort auch Holzfäller)» betrieben habe. In Schweden und in den Karpaten erlernte er den Bau von Blockhäusern. 1936 ging er in der Absicht, «dort eine idealistische Gemeinschaft zu gründen», nach Alaska. Er änderte seinen Namen zu Yule Forenorth Kilcher. Die Regierung teilte ihm 267 Hektaren Land in Homer auf der Kenai-Halbinsel zur Bewirtschaftung zu. 1939 kehrte er vorübergehend in die Schweiz zurück, wo er Gleichgesinnte zur Auswanderung nach Alaska zu bewegen versuchte. Seit 1940 lebte er dauerhaft in Alaska. 1941 heiratete er Ruth Weber aus Pratteln, die amerikanische Staatsbürgerin war. Kilcher strebte ein autarkes Leben als Selbstversorger in der Natur an. Die Grossfamilie mit acht Kindern lebte ohne Strom und fliessendes Wasser. Yule Kilcher dokumentierte «unser gutes und hartes Leben», wie er es nannte, auf 16-mm-Film und präsentierte diese Filme auf Tourneen durch Europa in den Jahren 1947/48 und 1956 bis 1958.
1955 wurde Yule Kilcher in die Constitutional convention zur Ausarbeitung der Verfassung von Alaska gewählt, wo er die Kenai-Halbinsel vertrat. Er sprach sich dafür aus, die Schreibweise der Verwaltungseinheit borough in boro zu vereinfachen, da es keinen Grund gebe, die «nostalgische» Schreibung mit u-g-h beizubehalten. Der Antrag wurde abgelehnt.
Von 1963 bis 1966 gehörte Yule Kilcher als Vertreter der Demokratischen Partei dem Senat von Alaska an. Er ordnete sich dabei selbst dem «radikalen Flügel» der Partei zu. Kilcher bezeichnete sich als «Mann des Volkes» und «eine Art Alaska-Schwarzbub!». Im Senat setzte er sich für den Naturschutz ein. 1968 nahm er an der Expedition teil, die erstmals das Harding Icefield von Homer nach Seward überquerte. Der Name des Exit-Gletschers hat seinen Ursprung in dieser Expedition, da sie das Eisfeld über den Gletscher verliess.
1969 liess sich das Ehepaar Kilcher scheiden. Yule Kilcher starb 1998. Der damalige Gouverneur von Alaska, Tony Knowles, ordnete für den Tag der Beerdigung Trauerbeflaggung an.

## Familie

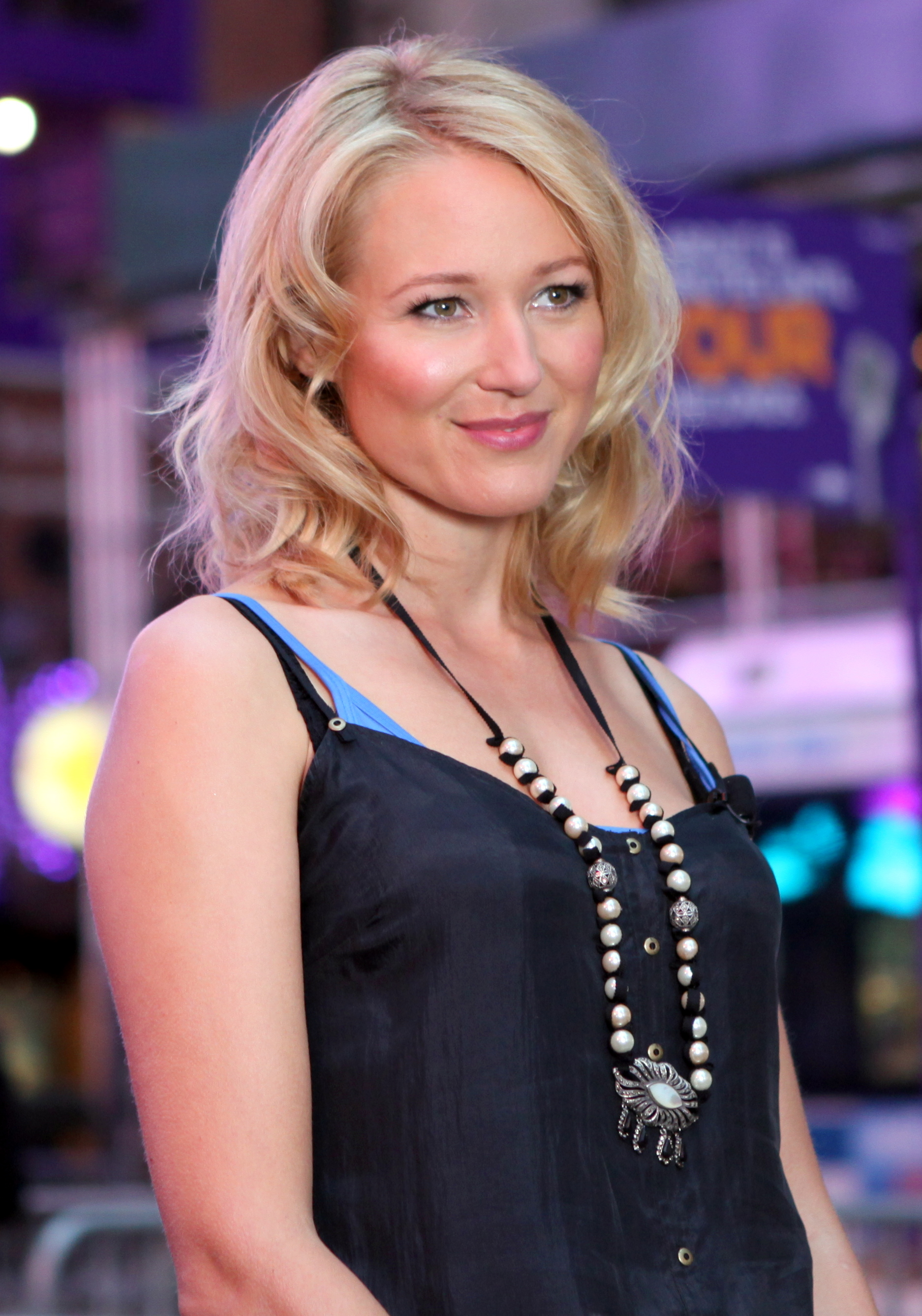
Yule Kilchers Enkelin Jewel

Die amerikanische Sängerin Jewel Kilcher, besser bekannt nur unter ihrem Vornamen Jewel, ist eine Tochter von Yule Kilchers Sohn Attila Kuno «Atz» Kilcher, der selber eine Karriere als Singer-Songwriter machte. In ihrem autobiographischen Buch Chasing down the dawn beschreibt Jewel ihren Grossvater Yule als brillanten Gelehrten, der acht Sprachen gesprochen habe, «Naturburschen» und Politiker. Trotz seines Charismas, seines Charmes und seiner Intelligenz habe er jedoch insbesondere seinen Familienmitgliedern gegenüber auch engstirniges und hartes Verhalten an den Tag gelegt. Da er diese Härte gegen Ende seines Lebens bereut habe, sei eine Versöhnung mit ihrem Vater möglich geworden. Auch die Schauspielerin Q’orianka Kilcher (* 1990) gehört zu Yules Nachkommen. Yule Kilchers jüngste Tochter, Catkin Kilcher Burton, diente 31 Jahre im Marinekorps der Vereinigten Staaten und ist Trägerin des Ordens Legion of Merit. Ihre militärische Karriere beendete sie im Rang eines Obersten. Sie war mit Stand 2012 für die Republikanische Partei tätig.
Der ungewöhnliche Lebensstil der Familie Kilcher wurde in den Medien wiederholt aufgegriffen. Bereits 1984 porträtierte der Schweizer Dokumentarfilm Die schwierige Schule des einfachen Lebens von Alfi Sinniger Yule Kilcher und seine Familie. Die Reality-TV-Serie Alaska: The Last Frontier des Discovery Channel widmet sich dem Leben der Kilchers in Alaska und wird mit Stand 2021 in der 10. Staffel gesendet. Das Schweizer Radio und Fernsehen (SRF) zeigte 2012 in seiner Dokumentationsreihe DOK die Sendung Rousseaus Kinder – Ein Reality-Check in Alaskas Wildnis, in der Bezüge zwischen Jean-Jacques Rousseau und der Lebensweise der Familie Kilcher hergestellt werden. In einer Rezension des Tages-Anzeigers wurde kritisiert, dass der versprochene Zusammenhang «allerdings unklar» geblieben sei.